# Number Thirteen

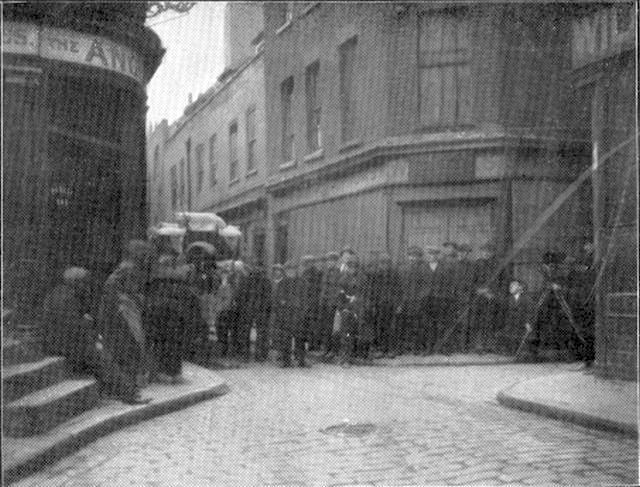
Hitchcock accroupi au pied de la caméra lors du tournage de Number Thirteen.

Pour les articles homonymes, voir Thirteen.
Pour plus de détails, voir Fiche technique et Distribution.
Number Thirteen est un film britannique muet inachevé d'Alfred Hitchcock, dont la réalisation avait été entreprise en 1922. C'est le tout premier film dirigé par Hitchcock qui ait été tourné et il est désormais vraisemblablement perdu.

## Synopsis
L'intrigue de Number thirteen se déroule à Londres dans le milieu de la classe moyenne inférieure vivant dans un logement social, habitation à faible loyer de type Peabody Buildings financés par le Peabody Trust,. Dans sa résidence, un gentilhomme extrêmement poli, portait un diadème du matin au soir et tous ceux qui lui étaient hostiles devenaient ses serviteurs.

## Production
L'histoire de Number Thirteen aurait été écrite par Anita Ross, ou Elsie Codd,,, une femme employée à Islington,  qui était la directrice de la publicité de la Paramount ou de la Famous Players-Lasky. Cette femme avait eu un lien avec Charlie Chaplin en travaillant avec lui,. De ce fait, tout le monde la prenait au sérieux,. Elle a demandé à Hitchcock s'il voulait diriger une comédie à deux bobines intitulée Numéro 13, qu'elle avait écrite et pour laquelle elle avait un certain soutien.
Vers la fin de 1922, Alfred Hitchock aurait emprunté de l'argent à son oncle Joseph pour pouvoir financer son propre film indépendant. Il se charge de la production et de la direction du film.  C'est donc le premier film dirigé par Hitchcock durant sa carrière. L'actrice principale du film était Clare Greet, fille d'un acteur-manager très connu de l'époque nommé John Greet et de sa femme, Fanny. Clare Greet avait connu Alfred Hitchcock sur le tournage de Three Live Ghosts de George Fitzmaurice (1921) où il avait été directeur artistique. Clare Greet a financé une partie de la production et le réalisateur n'a jamais oublié ce geste en la faisant tourner sur plusieurs de ses productions ultérieures telles que Le Ring, The Manxman (1929), Meurtre (1930), L'Homme qui en savait trop (1934), Agent secret (1936) et La Taverne de la Jamaïque (1939).
Ce film devait s'appeler Mrs Peabody ou Number Thirteeen, il est connu sous  le nom Mrs peabody dans les studios d'Islington (au nord de Londres) et sous le nom de Number Thirteen par Alfred Hitchcock. Le film devait être un drame ou une comédie dramatique qui se déroulerait dans la classe moyenne inférieure de Londres, un milieu que Hitchcock connaissait bien. Le personnage principal devait vivre dans l'un des lotissements de logements sociaux connus collectivement sous le nom de Peabody Buildings. Le film a été tourné avec une équipe réduite car le propriétaire du studio, en difficulté financière, avait réduit le personnel. Le Studio aurait même utilisé une partie du financement pour payer ses arriérés. Hitchcock n'a jamais été terminé puisque sa production s'est arrêtée après l'achèvement de quelques bobines par défaut de financement. Selon Hitchcock, seules deux bobines auraient été utilisées.

Alfred Hitchcock a parlé de ce premier échec comme étant une "expérience ressemblant à une punition" ce qui lui a finalement appris à toujours surveiller le financement de toute production. En interview avec François Truffaut, Alfred Hitchcock lui déclare à propos de ce film : 

« Une femme qui travaillait dans le studio avait été la collaboratrice de Charlie Chaplin et, en ce temps-là, on estimait que quiconque avait travaillé avec Chaplin était génial. Elle avait écrit une histoire et nous avions trouvé un peu d'argent... Vraiment ce n'était pas bon. Et cela a coïncidé avec le moment où les Américains fermaient le studio. »

Alfred Hitchcock jugera même préférable ne jamais avoir terminé ce film ; 

« L'argent s'est épuisé, et c'était peut-être aussi bien. nous avons été sauvés de la disgrâce et d'avoir ce morceau de film flottant pour toujours. »

Peu après, le studio d'Islington étant loué était vendu à une nouvelle entreprise britannique, la Gainsborough Pictures (créée par Michael Balcon et Victor Saville).

## Fiche technique
- Titre : Number Thirteen
- Titre original : Number Thirteen
- Réalisation : Alfred Hitchcock[14]
- Directeur de la photograpie : Rosenthal[1],[14]
- Pays d'origine :  Royaume-Uni
- Format : Noir et blanc - Film muet

## Distribution

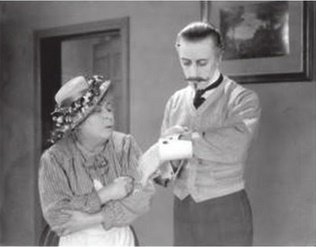
Clare Greet à côté d'Ernest Thesiger dans Number Thirteen.

- Clare Greet
- Ernest Thesiger

## Inspiration
Ce premier film dirigé par Alfred Hitchcock est resté un film inachevé, mais il a inspiré le réalisateur Chase Palmer en 2006 qui a envisagé de tourner un film policier produit par Union Square Entertainment ayant pour sujet le tournage de Number Thirteen par Alfred Hitchcock,. Dans son scénario, le jeune réalisateur Hitchcock est mêlé à un triangle amoureux incluant deux membres de l'équipe du film Number Thirteen qu'il est en train de tourner. Lorsque l'acteur principal est retrouvé mort, le monteur du film soupçonne le réalisateur d'être à l'origine du meurtre et essaye de le confondre. Le tournage devait commencer en février 2007 avec au casting Dan Fogler dans le rôle du jeune Hitchcock, mais aussi les acteurs Ewan McGregor, Ben Kingsley et l'actrice Emily Mortimer.